# 조연희 (배우)
조연희(본명: 조선주, 1977년 10월 2일 ~ )는 대한민국의 배우이다. 1997년에 SBS 7기 공채 탤런트로 선발되었다.

## 학력
- 동국대학교 연극영화학과

## 출연작

### 영화
- 《커튼콜》 (2016년) - 민기 처 역
- 《곡성》 (2016년) - 술집 작부 역
- 《베테랑》 (2015년) - 계약 담당 여자간부 역
- 《사랑의 대화》 (2013년) - 아내 역
- 《두 사람이다》 (2007년) - 가인의 큰고모 / 김지선 역
- 《사랑방 선수와 어머니》 (2007년) - 웨딩샵 점원 역

### 드라마 & 시트콤
- 《은수 좋은 날》 (KBS2, 2025년) - 양미연 역
- 《금쪽같은 내 스타》 (ENA, 2025년) - 사선영 역
- 《원더풀 월드》 (MBC, 2024년) - 한유리의 생모 역
- 《마이데몬》 (SBS, 2023년) - 김세라 역
- 《천원짜리 변호사》 (SBS, 2022년) - 오민아 역
- 《블라인드》 (tvN, 2022년) - 조인숙 역
- 《원 더 우먼》 (SBS, 2021년) - 허재희 역
- 《철인왕후》 (tvN, 2020년) - 조 대비 역
- 《블랙독》 (tvN, 2019년) - 김이분 역
- 《나쁜 녀석들 : 악의 도시》 (OCN, 2017년) - 성지수 부장검사 역
- 《38사기동대》 (OCN, 2016년) - 백성일의 아내 역
- 《여자의 비밀》(KBS, 2016년) - 김 간호사 역
- 《실종느와르 M》 (OCN, 2015년) - 신지섭의 부인 역
- 《신의 선물 - 14일》 (SBS, 2014년)
- 《솔약국집 아들들》 (2009년, KBS2) - 아이의 보호자 역
- 《스타의 연인》 (SBS, 2008년)
- 《칼잡이 오수정》 (SBS, 2007년) - 럭키홈쇼핑 직원 역
- 《그대의 풍경》 (KBS1, 2007년)
- 《외과의사 봉달희》 (SBS, 2007년)
- 《달자의 봄》 (KBS2, 2007년)
- 《거침없이 하이킥》 (MBC, 2006년) - 요가 강사 역
- 《사랑과 야망》 (SBS, 2006년)
- 《올드 미스 다이어리》 (KBS2, 2004년)
- 《장길산》 (SBS, 2004년)
- 《낭랑 18세》 (KBS2, 2004년) - 권혁준의 대학후배 역
- 《성장드라마 반올림》 (KBS2, 2003년)
- 《달려라 울엄마》 (KBS2, 2003년)
- 《오남매》 (SBS, 2002년)
- 《엄마의 노래》 (SBS, 2002년)
- 《이 부부가 사는 법》 (SBS, 2001년)
- 《엄마를 찾습니다》 (SBS, 2001년)
- 《아버지와 아들》 (SBS, 2001년)
- 《여자만세》 (SBS, 2000년)
- 《팝콘》 (SBS, 2000년)
- 《덕이》 (SBS, 2000년)
- 《사랑의 전설》 (SBS, 2000년)
- 《불꽃》 (SBS, 2000년)
- 《달콤한 신부》 (SBS, 2000년)
- 《황제의 식탁》 (SBS, 1999년)
- 《맛을 보여드립니다》 (SBS, 1999년)
- 《해피투게더》 (SBS, 1999년)
- 《파도》 (SBS, 1999년)
- 《토마토》 (SBS, 1999년)
- 《약속》 (SBS, 1999년)
- 《행진》 (SBS, 1999년)
- 《그녀의 선택》 (SBS, 1999년)
- 《젊은 태양》 (SBS, 1999년)
- 《카이스트》 (SBS, 1999년)
- 《지금은 사랑할 때》 (SBS, 1999년)
- 《엄마의 딸》 (SBS, 1998년)
- 《순풍산부인과》 (SBS, 1998년) - 미영 역
- 《미우나 고우나》 (SBS, 1998년)
- 《승부사》 (SBS, 1998년)
- 《7인의 신부》 (SBS, 1998년)
- 《로맨스》 (SBS, 1998년)
- 《미스터Q》 (SBS, 1998년)
- 《사랑해 사랑해》 (SBS, 1998년)
- 《서울 탱고》 (SBS, 1998년)
- 《단단한 놈》 (SBS, 1997년)
- 《화이트 크리스마스》 (SBS, 1997년)
- 《지평선 너머》 (SBS, 1997년)
- 《아름다운 그녀》 (SBS, 1997년)
- 《여자》 (SBS, 1997년)

## 수상
- 2010년 제3회 대한민국연극대상 신인연기상